# Raionul Șațk, Volînia
Șațk (în ucraineană Шацький район, transliterat: Șațkîi raion) este un raion în regiunea Volînia, Ucraina. Reședința sa este așezarea de tip urban Șațk.

## Demografie
Componența lingvistică a raionului Șațk
     Ucraineană (98,73%)
     Alte limbi (1,25%)
Conform recensământului din 2001, majoritatea populației raionului Șațk era vorbitoare de ucraineană (98,73%), existând în minoritate și vorbitori de alte limbi.